# Madame la Presidente
Madame la Presidente er en amerikansk stumfilm fra 1916 af Frank Lloyd.

## Medvirkende
- Anna Held som Gobette.
- Forrest Stanley som Cyprian Gaudet.
- Herbert Standing som Augustin Galipaux.
- Page Peters som Octave Rosimond.
- Lydia Yeamans Titus.